# Valentin Jachmann
Valentin Jachmann (4 dicembre 2001) è uno sciatore alpino tedesco.

## Biografia
Specialista delle prove veloci attivo dal febbraio del 2020, Valentin Jachmann ha esordito in Coppa Europa il 14 dicembre 2023 a Santa Caterina Valfurva in discesa libera (69º); non ha debuttato in Coppa del Mondo e non ha preso parte a rassegne olimpiche o iridate.

## Palmarès

### Coppa Europa
- Miglior piazzamento in classifica generale: 187º nel 2025
- 2 podi:
  - 1 secondi posto
  - 1 terzo posto

### Campionati tedeschi
- 1 medaglia:
  - 1 bronzo (discesa libera nel 2025)